# Einband-Weltmeisterschaft 1974

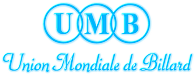
Logo UMB (ausrichtender Verband)

Veranstaltungsort: Tournai

Die Einband-Weltmeisterschaft 1974 war das sechste Turnier in dieser Disziplin des Karambolagebillards und fand vom 9. bis zum 12. Mai 1974 in Tournai, in der belgischen Provinz Hennegau, statt. Es war die zweite Einband-Weltmeisterschaft in Tournai.

## Geschichte
Sechs Jahre nach der letzten Einband-Weltmeisterschaft, auch in Tournai ausgetragen, fand die sechste Austragung statt. Wieder zeigten die Belgier ihre Überlegenheit im Einband. Nur diesmal siegte Ludo Dielis. Er stellte mit 28,57 den Weltrekord im besten Einzeldurchschnitt (BED) ein. Zweiter wurde der Niederländer Christ van der Smissen vor dem Rekordweltmeister im Dreiband  Raymond Ceulemans. Das Turnierneveau war sehr hoch, was man am guten Turnierdurchschnitt von 8,67 sieht.

## Modus
Gespielt wurde in einer Finalrunde „Jeder gegen Jeden“ bis 200 Punkte.

## Abschlusstabelle

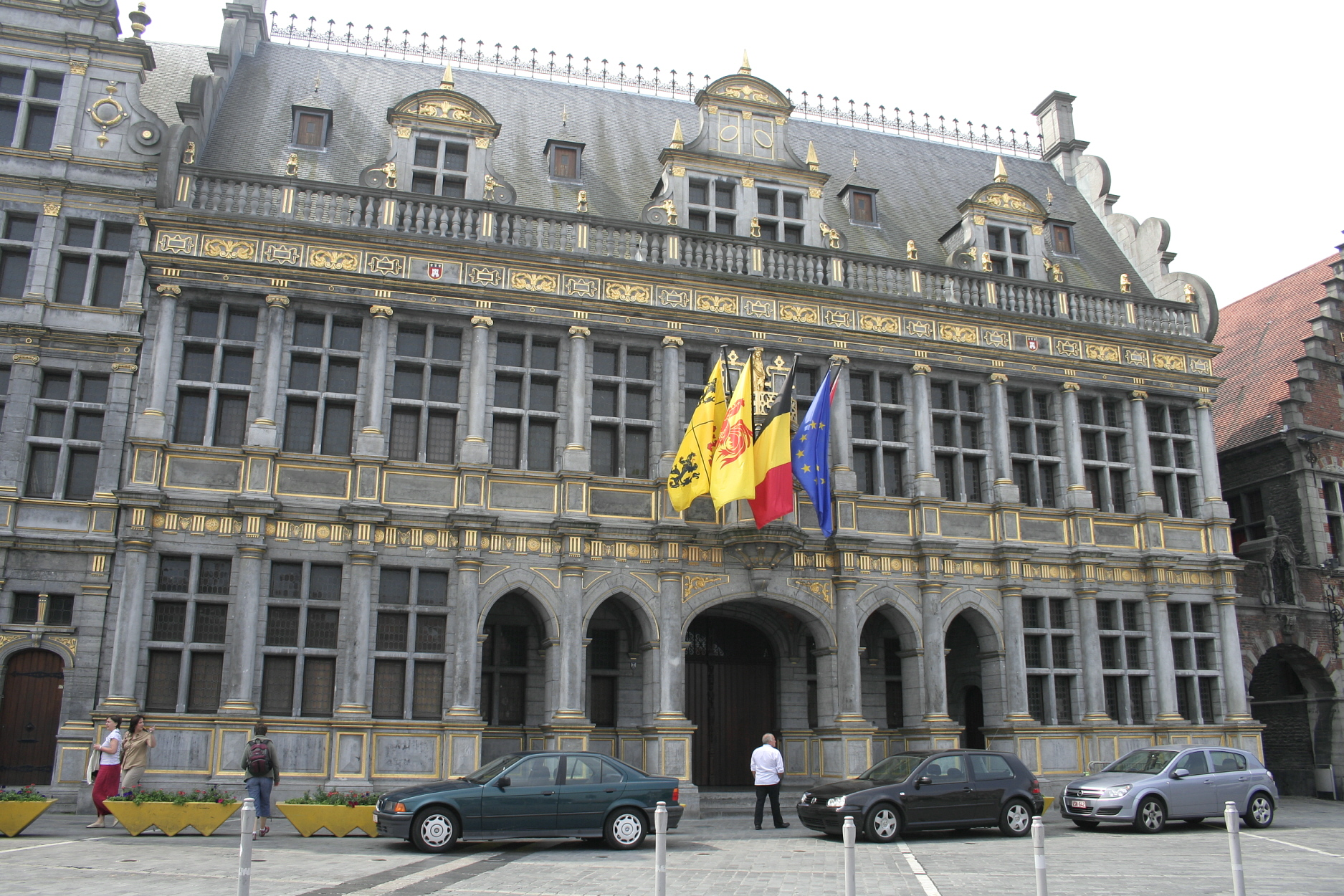
Halle aux Draps

| MP    | Match Points (Sieger = 2; Unentschieden = 1; Verlierer = 0) |
| Pkte. | Erzielte Karambolagen                                       |
| Aufn. | Benötigte Versuche                                          |
| GD    | Generaldurchschnitt                                         |
| BED   | Bester Einzeldurchschnitt eines Spielers                    |
| HS    | Höchstserie                                                 |
|       | Bester GD des Turniers                                      |
|       | Bester ED des Turniers                                      |
|       | Beste HS des Turniers                                       |
|       | 1. Platz (Gold)                                             |
|       | 2. Platz (Silber)                                           |
|       | 3. Platz (Bronze)                                           |

| Platz                     | Name                   | MP   | Pkte | Aufn. | GD    | BED   | HS  |
| ------------------------- | ---------------------- | ---- | ---- | ----- | ----- | ----- | --- |
| 1                         | Ludo Dielis            | 12:2 | 1261 | 78    | 16,16 | 28,57 | 120 |
| 2                         | Christ van der Smissen | 11:3 | 1315 | 127   | 10,35 | 22,22 | 118 |
| 3                         | Raymond Ceulemans      | 10:4 | 1339 | 101   | 13,25 | 25,00 | 75  |
| 4                         | Francis Connesson      | 9:5  | 1263 | 130   | 9,71  | 14,28 | 60  |
| 5                         | Nobuaki Kobayashi      | 6:8  | 1143 | 149   | 7,67  | 9,52  | 35  |
| 6                         | Günter Siebert         | 6:8  | 1041 | 144   | 7,22  | 11,76 | 59  |
| 7                         | Osvaldo Berardi        | 2:12 | 697  | 147   | 4,74  | 5,00  | 30  |
| 8                         | Heinrich Weingartner   | 0:14 | 773  | 142   | 5,44  | –     | 42  |
| Turnierdurchschnitt: 8,67 |                        |      |      |       |       |       |     |